# Omnibus Crime Control and Safe Streets Act de 1968
L'Omnibus Crime Control and Safe Streets Act de 1968 (19 juin 1968, titre 42 §3 711 du Code des États-Unis) est une loi américaine votée en 1968 par le Congrès, qui régit notamment les écoutes téléphoniques dans le cadre des enquêtes de police judiciaire (titre III de la loi). D'autres dispositions concernaient les armes à feu ou le financement des polices locales.

## Écoutes téléphoniques
Le titre III de cette loi est aujourd'hui encore l'un des principaux cadres législatifs régissant les écoutes téléphoniques, avec le Foreign Intelligence Surveillance Act (FISA) qui lui concerne celles menées par la communauté du renseignement. L'autorisation des écoutes téléphoniques était une réaction du législateur à deux arrêts de la Cour suprême, Berger v. New York (en) (1967), dans laquelle la Cour avait jugé illégale une loi de l'État de New York autorisant les écoutes sans autorisation judiciaire préalable, et Katz v. United States (en) (1967), dans laquelle la Cour étendit la protection accordée par le quatrième amendement de la Constitution (protection contre les fouilles arbitraires) aux intrusions effectuées par des moyens technologiques.
La section 2511 (13) spécifie notamment que rien dans cette loi ou le Communications Act de 1934 ne pouvait être interprété comme limitant les pouvoirs présidentiels d'autoriser de telles écoutes soit pour protéger la nation contre des attaques ou des opérations de renseignement d'une puissance hostile, soit pour protéger la nation ou le gouvernement contre toute tentative (notamment interne) de subversion.
L'usage des écoutes en tant que preuve est limité aux cas où celles-là ont été effectuées de façon « raisonnable », et leur contenu ne peut a priori être publiquement divulgué.
Dans son rapport de 1975, la commission Church avait noté l'usage exponentiel des écoutes par le FBI dans le cadre du programme COINTELPRO ainsi que son usage par la National Security Agency hors du cadre fixé par cette loi, ce qui avait suscité la promulgation ultérieure du Foreign Intelligence Surveillance Act (FISA) de 1978.

## Armes à feu
D'autres dispositions ont augmenté le contrôle des armes à feu, thème qui fut porté à l'attention du débat public à la suite, notamment, de l'assassinat de John F. Kennedy cinq ans plus tôt. En particulier, la vente des armes de poing fut restreintes aux plus de 21 ans, et un système national de permis de port d'armes instauré.
Les restrictions sur la vente d'armes furent de nouveau alourdies avec le Gun Control Act de 1968 quelques mois plus tard.

## Création d'une agence fédérale et financement des polices locales
Enfin, la loi créait une agence fédérale au sein du département de la Justice, la Law Enforcement Assistance Administration (en) (LEAA). Celle-ci se chargeait de la gestion des fonds délivrés aux différentes agences de maintien de l'ordre ainsi que de ceux délivrés à la recherche en criminologie. Des fonds furent alloués aussi bien à la recherche de peines alternatives à la prison qu'à la formation de polices anti-émeutes, à un moment où les États-Unis étaient en pleine contestation du mouvement des droits civiques et contre la guerre du Viêt Nam.

## Droits Miranda
Une autre disposition visait à limiter drastiquement les « droits Miranda » obtenus à la suite du célèbre arrêt Miranda v. Arizona de 1966. Cependant, une cour d'appel fédérale la déclara inconstitutionnelle quelque temps plus tard, et personne n'ayant fait appel de cette décision, la disposition tomba dans l'oubli. En 2000, cette disposition fut rappelée par une Cour fédérale qui annula une décision d'une juridiction inférieure dans Dickerson v. United States (en), déclarant que les droits Miranda n'étaient pas constitutionnels. La Cour suprême a par la suite jugé que les limitations apportées aux droits Miranda n'entamaient pas le caractère constitutionnel de son « noyau » fondateur.